# Liste der Geheimbischöfe der Römisch-katholischen Kirche in der Tschechoslowakei
1945 wurde die Tschechoslowakei von der Roten Armee befreit. Nach dem Februarumsturz übernahmen Kommunisten die Macht. Am 25. Februar 1948 wurde die Regierung unter Klement Gottwald vereidigt. Mit der Verfassung vom 9. Mai 1948 proklamierte Klement Gottwald die neue sozialistische Republik (ČSR, ab 1960 ČSSR) und wurde deren erster Staatspräsident. Er verfolgte einen strikt antikirchlichen Kurs. Bischöfe und Priester wurden in ihren Amtshandlungen behindert, verfolgt und verhaftet. Der Kontakt mit dem Vatikan wurde abgebrochen, offizielle Bischofsernennungen waren kaum möglich. Die Kirche in der Tschechoslowakei arbeitete im Untergrund; im Geheimen wurden dort Priester und Bischöfe geweiht.
Römisch-katholische Kirche in Tschechien – Unterdrückte Kirche unter kommunistischer Herrschaft
Auf Grund der Zuspitzung der Lage und der Ungewissheit der Zukunft im Land erteilte der Heilige Stuhl den Bischöfen in der Tschechoslowakei geheime Vollmachten. Unter anderem gab es auch Bischofsweihen, die die tschechischen Bischöfe im Geheimen vornahmen (Kajetán Matoušek, František Tomášek, Ladislav Hlad, Karel Otčenášek). Durch Übertragungen von Kompetenzen auf die Geheimbischöfe und auf Dechanten traf man Vorbereitungen für eine Untergrundkirche.
Diese Weihen wurden nach dem Fall des „Eisernen Vorhangs“ vom Heiligen Stuhl gar nicht oder nur teilweise anerkannt (publiziert).
Es wurden folgende Personen zu Bischöfen (Geheimbischöfen) der römisch-katholischen Kirche im römischen und byzantinischen Ritus geweiht:
| Name                        | Bild | Geboren            | Funktion | Konsekration                              | Konsekrator | Gestorben          |
| --------------------------- | ---- | ------------------ | --- | ----------------------------------------- | --- | ------------------ |
| Kajetán Matoušek            |      | 7. August 1910     | Weihbischof in Prag und Titularbischof von Serigene (Publikation: 1949)                                                                | 17. September 1949                        | Antonin Eltschkner Weihbischof in Prag | 21. Oktober 1994   |
| František Tomášek           |      | 30. Juni 1899      | Weihbischof in Olmütz und Titularbischof von Butus (Publikation: 1949)                                                                 | 13. Oktober 1949                          | Josef Karel Matocha Bischof von Olmütz | 4. August 1992     |
| Štefan Barnaš               |      | 19. Januar 1900    | Weihbischof von Spiš und Titularbischof von Conana (Publikation: 1949)                                                                 | 5. November 1949                          | Ján Vojtaššák Bischof von Spiš | 16. April 1964     |
| Ladislav Hlad               |      | 3. Februar 1908    | Titularbischof von Cediae (Publikation: 1950)                                                                                          | 26. März 1950                             | Štěpán Trochta Bischof von Leitmeritz | 16. Dezember 1979  |
| Antonin Richter             |      | 13. Juni 1899      | Bischof in Bratislava (nicht publiziert)                                                                                               | 29. Juni 1950                             | Michal Buzalka, Weihbischof in Trnava | 20. Juni 1975      |
| Karel Otčenášek             |      | 13. April 1920     | Apostolischer Administrator von Hradec Králové und Titularbischof von Chersonesus in Creta (Publikation: 1957)                         | 30. April 1950                            | Mořic Pícha Bischof von Königgrätz (Hradec Králové) | 23. Mai 2011       |
| Pavel Mária Hnilica         |      | 30. März 1921      | Bischof der tschechischen Untergrundkirche und 1964 Titularbischof von Rusadus (Publikation: 1964)                                     | 2. Januar 1951                            | Robert Pobožný, Apostolischer Administrator von Rožňava | 8. Oktober 2006    |
| Ján Chryzostom Korec SJ     |      | 22. Januar 1924    | Bischof der tschechischen Untergrundkirche (Publikation: 1990) Bischof von Nitra (1990–2005)                                           | 24. August 1951                           | Pavol Hnilica, Bischof der tschechischen Untergrundkirche | 24. Oktober 2015   |
| Dominik Kalata SJ           |      | 19. Mai 1925       | Bischof der tschechischen Untergrundkirche und 1985 Titularbischof von Semta (Publikation: 1985)                                       | 9. September 1955                         | Ján Chryzostom Korec, Bischof der tschechischen Untergrundkirche                                                                                             | 24. August 2018    |
| Peter Dubovský SJ           |      | 28. Juni 1921      | Bischof der tschechischen Untergrundkirche und 1991 Weihbischof in Banská Bystrica und Titularbischof von Carcabia (Publikation: 1991) | 18. Mai 1961                              | Dominik Kalata, Bischof der tschechischen Untergrundkirche                                                                                                   | 10. April 2008     |
| Jan Blaha SJ                |      | 12. März 1938      | Bischof der tschechischen Untergrundkirche (nicht publiziert)                                                                          | 28. Oktober 1967                          | Peter Dubovský, Bischof der tschechischen Untergrundkirche                                                                                                   | 13. Dezember 2012  |
| Felix Maria Davídek         |      | 21. Januar 1921    | Bischof der tschechischen Untergrundkirche (nicht publiziert)                                                                          | 29. Oktober 1967                          | Jan Blaha, Bischof der tschechischen Untergrundkirche | 18. August 1988    |
| Ján Eugen Kočiš             |      | 25. Juni 1926      | Bischof der tschechischen Untergrundkirche (nicht publiziert) 2004 Titularbischof von Abrittum                                         | 3. Dezember 1967 nachgeweiht 15. Mai 2004 | Felix Maria Davídek, Bischof der tschechischen Untergrundkirche Miroslav Stefan Marusyn, Apostolischer Exarch von Serbien und Montenegro                     | 4. Dezember 2019   |
| Ivan Ljavinec               |      | 18. April 1923     | Bischof der tschechischen Untergrundkirche (nicht publiziert) 1996 Titularbischof von Acalissus                                        | 23. März 1968 nachgeweiht 30. März 1996   | Felix Maria Davídek, Bischof der tschechischen Untergrundkirche Erzbischof Miroslav Stefan Marusyn, Sekretär der Kongregation für die orientalischen Kirchen | 9. Dezember 2012   |
| Jirí Jan Pojer              |      | 1934               | Bischof der tschechischen Untergrundkirche (nicht publiziert)                                                                          | 22. August 1968                           | Felix Maria Davídek, Bischof der tschechischen Untergrundkirche                                                                                              | 2006               |
| Dobroslav M. Kabelka        |      |                    | Bischof der tschechischen Untergrundkirche (nicht publiziert)                                                                          | 27. August 1968                           | Felix Maria Davídek, Bischof der tschechischen Untergrundkirche                                                                                              |                    |
| Stanislav Krátký            |      | 11. November 1920  | Bischof der tschechischen Untergrundkirche (nicht publiziert)                                                                          | 27. August 1968                           | Felix Maria Davídek, Bischof der tschechischen Untergrundkirche                                                                                              | 13. November 2010  |
| Josef Dvorák OPraem         |      |                    | Bischof der tschechischen Untergrundkirche (nicht publiziert)                                                                          | August 1968                               | Felix Maria Davídek, Bischof der tschechischen Untergrundkirche                                                                                              |                    |
| Josef Blahnik               |      | 1918               | Bischof der tschechischen Untergrundkirche (nicht publiziert)                                                                          | 1970                                      | Felix Maria Davídek, Bischof der tschechischen Untergrundkirche                                                                                              | 1989               |
| Fridolin Zahradník          |      | 16. September 1935 | Bischof der tschechischen Untergrundkirche (nicht publiziert)                                                                          | 24. Oktober 1970                          | Bedrich Provazník, Bischof der tschechischen Untergrundkirche                                                                                                | 19. November 2015  |
| Martin Hrbca                |      | 11. September 1924 | Bischof der tschechischen Untergrundkirche (nicht publiziert)                                                                          | 28. November 1970                         | Felix Maria Davídek, Bischof der tschechischen Untergrundkirche                                                                                              | 29. August 2002    |
| Jindrich Pešek, SDB         |      | 22. April 1908     | Bischof der tschechischen Untergrundkirche (nicht publiziert)                                                                          | 15. August 1971                           | Felix Maria Davídek, Bischof der tschechischen Untergrundkirche                                                                                              | 21. November 1980  |
| Oskar Formánek, SI          |      | 7. August 1915     | Bischof der tschechischen Untergrundkirche (nicht publiziert)                                                                          | August 1972                               | Felix Maria Davídek, Bischof der tschechischen Untergrundkirche                                                                                              | 21. Juli 1991      |
| Marián Potáš, OSBM          |      | 2. März 1918       | Bischof der tschechischen Untergrundkirche (nicht publiziert)                                                                          | August 1972                               | Felix Maria Davídek, Bischof der tschechischen Untergrundkirche                                                                                              | 24. Februar 2006   |
| Jirí Krpálek                |      | 6. September 1931  | Bischof der tschechischen Untergrundkirche (nicht publiziert)                                                                          | 2. März 1973                              | Felix Maria Davídek, Bischof der tschechischen Untergrundkirche                                                                                              |                    |
| Siard Ivan Klement, OPraem  |      |                    | Bischof der tschechischen Untergrundkirche (nicht publiziert)                                                                          | 15. März 1973                             | Felix Maria Davídek, Bischof der tschechischen Untergrundkirche                                                                                              |                    |
| Nikodém Mikulaš Krett, OSBM |      | 3. Oktober 1912    | Bischof der tschechischen Untergrundkirche (nicht publiziert)                                                                          | 1975                                      | Fridolin Zahradník, Bischof der tschechischen Untergrundkirche                                                                                               | 29. April 1983     |
| Bartolomej Urbanec          |      | 17. August 1937    | Bischof der tschechischen Untergrundkirche (nicht publiziert)                                                                          | 14. Juni 1975                             | Nikodém Mikulaš Krett, Bischof der tschechischen Untergrundkirche                                                                                            |                    |
| Dušan Spiridon Špiner       |      | 7. Februar 1950    | Bischof der tschechischen Untergrundkirche                                                                                             | 6. Oktober 1979                           | Julius Gábriš, Apostolischer Administrator von Trnava |                    |
| Ondrej Fogaš                |      |                    | Bischof der tschechischen Untergrundkirche (nicht publiziert)                                                                          | 1981                                      | Nikodém Mikulaš Krett, Bischof der tschechischen Untergrundkirche                                                                                            |                    |
| Anton Novobilský            |      | 9. Februar 1936    | Bischof der tschechischen Untergrundkirche (nicht publiziert)                                                                          | 1981                                      | Nikodém Mikulaš Krett, Bischof der tschechischen Untergrundkirche                                                                                            | 4. Februar 2007    |
| Jan Konzal                  |      | 5. Mai 1935        | Bischof der tschechischen Untergrundkirche (nicht publiziert)                                                                          | 29. Mai 1982                              | Fridolin Zahradník, Bischof der tschechischen Untergrundkirche                                                                                               |                    |
| Pavel Hájek                 |      |                    | Bischof der tschechischen Untergrundkirche (nicht publiziert)                                                                          | 29. Mai 1982                              | Fridolin Zahradník, Bischof der tschechischen Untergrundkirche                                                                                               |                    |
| Josef Hinterhölzl           |      | 16. Mai 1915       | Bischof der tschechischen Untergrundkirche (nicht publiziert)                                                                          | 4. Dezember 1984                          | Felix Maria Davídek, Bischof der tschechischen Untergrundkirche                                                                                              | 3. August 2013     |
| Karel Chytil                |      | 15. September 1920 | Bischof der tschechischen Untergrundkirche (nicht publiziert)                                                                          | 18. Dezember 1987                         | Felix Maria Davídek, Bischof der tschechischen Untergrundkirche                                                                                              | 15. September 2002 |
| Bedrich Provazník           |      | 31. Mai 1936       | Bischof der tschechischen Untergrundkirche (nicht publiziert)                                                                          | 18. Dezember 1987                         | Ján Eugen Kočiš, Bischof der tschechischen Untergrundkirche                                                                                                  | 4. Februar 2007    |